# Падох Василь Петрович
Васи́ль Петро́вич Па́дох (нар. 12 травня 1880, Бонарівка, Стрижівський повіт, Королівство Галичини та Володимирії, Австро-Угорщина — пом. 9 червня 1919, Сливки, Станиславівський повіт, Станиславівська військова область, Західноукраїнська Народна Республіка) — український громадсько-політичний діяч доби ЗУНР, правник, доктор права, офіцер австро-угорської армії.

## Біографія
Народився 12 травня 1880 року в селі Бонарівка. У 1902 році закінчив Українську державну чоловічу гімназію у Перемишлі. 
Вищу освіту здобув на юридичному факультеті Львівського університету, після чого здобув ступінь доктора права.
Проходив підготовку до адвокатської практики як концепієнт у містах Самбір та Янів на Львівщині.
Під час Першої світової війни служив офіцером в австро-угорській армії. Потрапив у російський полон і був інтернований до табору для військовополонених у Самарській губернії. 
У листі до Михайла Грушевського як одного з лідерів Центральної Ради від 28 березня 1917 року звертався з проханням про перевід українців-галичан з таборів полонених в українські губернії. Заради цього він був готовий проміняти свій фах правника на працю землероба, адже вважав, що і це буде для нього волею в Україні.
Після повернення з полону у 1918 році працював у Самборі як кандидат в адвокати. У 1918 році став першим старостою Янівського судового повіту, утвореного в межах Городоцького повіту Львівської військової області Західноукраїнської Народної Республіки.
Брав активну участь у громадському та політичному житті Львівщини.
9 червня 1919 року замордований польськими жандармами разом з Степаном Сілецьким в лісі поблизу села Сливки на Рожнятівщині. На початку похований у селі Сливки, у 1922 році перепохований родиною Сілецьких у їхньому родинному склепі в Самборі.

## Родина
Був одружений із донькою Івана Сілецького (1856—1919) — українського громадського діяча, професора учительської семінарії в Самборі (1895—1919).